# Państwowa Szkoła Muzyczna I st. im. Karola Szymanowskiego w Prudniku
Państwowa Szkoła Muzyczna I st. im. Karola Szymanowskiego w Prudniku – szkoła muzyczna z siedzibą w Prudniku przy ul. Traugutta 36 na osiedlu Wyszyńskiego.

## Historia

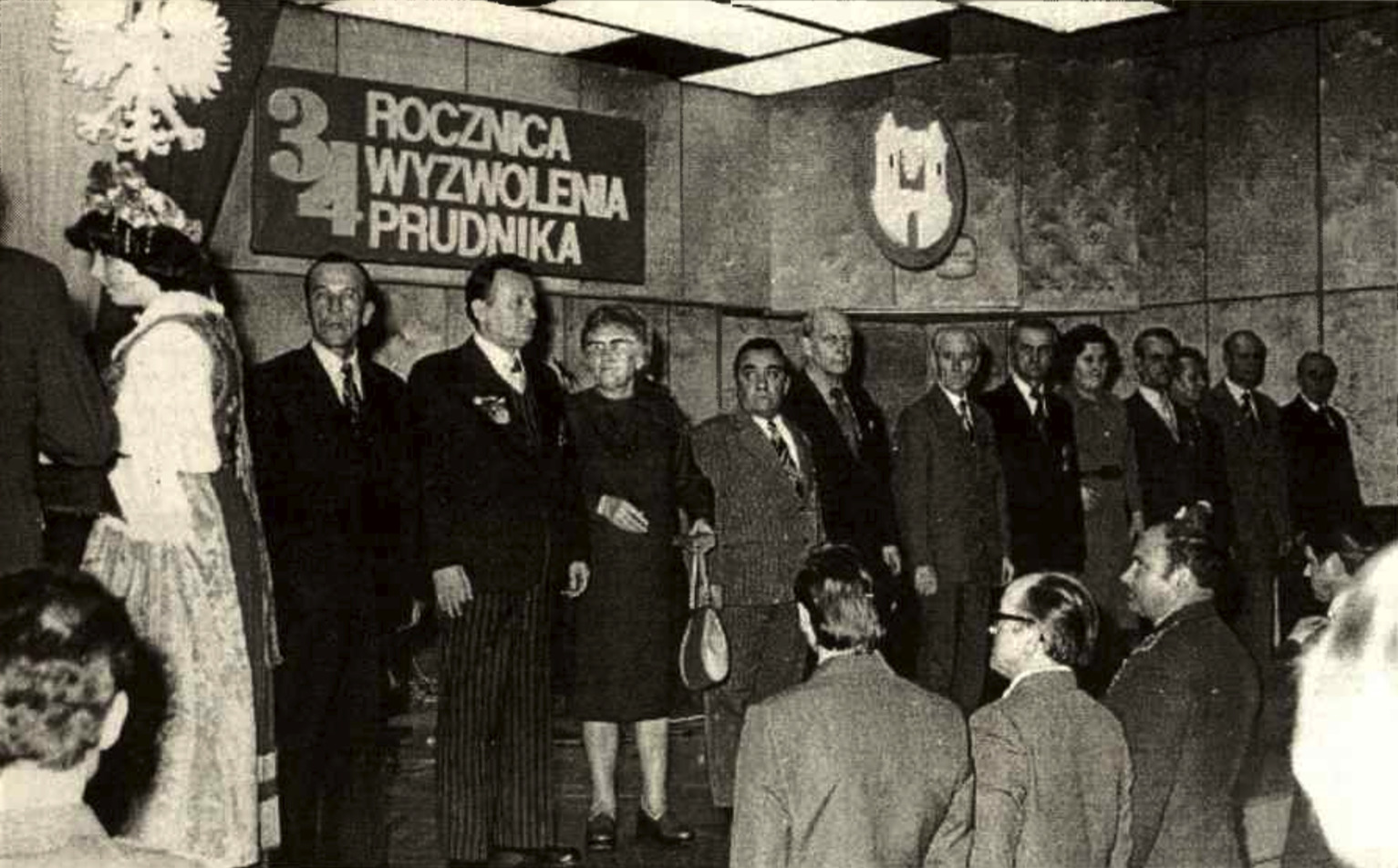
Uroczysty apel w Szkole Muzycznej z okazji „34 rocznicy wyzwolenia Prudnika” (1979)

Szkoła została założona w 1946 decyzją Towarzystwa Muzycznego jako szkoła prywatna. Przez pierwsze dwa lata jej zajęcia odbywały się w budynkach innych szkół w Prudniku. W 1948 szkoła została przeniesiona do budynku przy ul. Traugutta 36. 1 stycznia 1953 szkoła została upaństwowiona, gmach przy ul. Traugutta przeszedł na własność Ministerstwa Kultury i Sztuki. W latach 1953–1954 obiekt został wyremontowany, a także zbudowano garaż na rowery przy szkole.
W 1998 szkoła została uhonorowana dyplomem za zasługi w upowszechnianiu kultury od Ministra Kultury i Sztuki.

## Dyrektorzy
- Helena Paszkiewicz
- Romuald Jendrysek
- Stanisław Szadaj (1958–1970)
- Lucyna Szeliga (1970–1991)
- Ewa Korzeniewska – Bednarczyk (1991–1994)
- Joanna Gajęcka – Zarych (1994–2008)
- Małgorzata Jaskółka (od 2009)

## Absolwenci
- Kamila Abrahamowicz-Szlempo[3]
- Jan Góra[4]
- Małgorzata Jurczak[5]
- Ewa Płonka
- Tomasz Żymła[1]